# Altônia
Altônia es un municipio brasileño del estado del Paraná.

## Etimología
La palabra Altônia es la combinación de los términos «Al» de Alberto y «ton» de Byngton y el sufijo griego en nominativo –ia, que designa calidad, estado, propiedad o lugar. En definitiva, un homenaje a "Alberto Byington Júnior", compañero del colonizador de la región.

## Geografía
El principal accidente geográfico en el municipio de Altônia es la laguna Xambrê, localizada en las márgenes del río Paraná, siendo la mayor laguna marginal del estado del Paraná. La laguna tiene 5 mil metros de extensión por 3 mil metros de largo siendo formada prácticamente en toda la su extensión por pantanos, que la hace tornarse parecida al pantanal del Mato Grosso del Sur. Sus márgenes son constituidas por la laguna desempeña un papel importante para la conservación de las especies de peces del Paraná.

### Clima
El clima del municipio de Altônia es subtropical húmedo mesotérmico, el verano es caliente y en el invierno pueden ocurrir heladas con poca frecuencia. La temperatura media ocurre entre máximas de 30 °C y mínimas de 15 °C, considerándolo como un clima templado.

## Demografía
| Gráfica de evolución de Altônia entre 2000 y 2020 |
|                                                   |

Fuente: IBGE.

## Educación
La red educacional del municipio cuenta con los colegios estatales de Lúcia Alves de Oliveira Schoffen y el Colegio Estatal Malba Tahan.